# Andreea Ulmeanu
Andreea Ulmeanu est une gymnaste artistique roumaine, née le 15 mai 1984 à Timișoara.

## Biographie
Elle était remplaçante dans l'équipe roumaine pour les Championnats du monde en 1999 et les Jeux olympiques en 2000.

## Palmarès

### Championnats du monde
- Gand 2001
  -  médaille d'or au concours général par équipes
  - 5e au saut de cheval

### Autres
- Goodwill Games 2001 :
  - 6e au sol
  - 6e au saut de cheval

- American Team Cup 2001 :
  -  médaille d'argent au concours général par équipes
  - 13e au concours général individuel